# Osmodermatina
Osmodermatina – podplemię chrząszczy z rodziny poświętnikowatych, podrodziny kruszczycowatych i plemienia Trichiini.

## Morfologia
Chrząszcze te mają ciało przekraczające 15 mm długości i jednolite, ciemnobrązowe do czarnego ubarwienie. Wierzch ich ciała pozbawiony jest owłosienia. Czułki buduje dziesięć członów, z których trzy ostatnie formują buławkę. W przeciwieństwie do większości kruszczycowatych, w tym pokrewnych Trichiina, żuwaczki Osmodermatina są silnie zesklerotyzowane. Szczęki mają zwykle pędzelkowate żuwki zewnętrzne. Przedplecze jest węższe od pokryw i wykazuje dymorfizm płciowy – u samców jego powierzchnia jest wcgłębiona przed dyskiem. Odnóża są stosunkowo długie i smukłe, o stopach zwieńczonych nierozszczepionymi pazurkami. Odnóża przedniej pary mają stożkowate, sterczące biodra i trzy ząbki na goleniach.

## Ekologia i występowanie
Larwy są kariofagami, przechodzącymi rozwój w próchniejącym drewnie.
Przedstawiciele plemienia występują w trzech krainach zoogeograficznych: nearktycznej, palearktycznej i orientalnej. Polskę zamieszkuje tylko pachnica dębowa, gatunek objęty ścisłą ochroną gatunkową.

## Taksonomia
Takson ten wprowadzony został w 1922 roku przez Sigmunda Schenklinga. W starszych systemach, w których Trichiini miały rangę odrębnej podrodziny, miał on rangę osobnego plemienia. Włączenia Trichiini w skład kruszczycowatych oraz zawężenia Osmodermatina do taksonu obejmującego tylko dwa rodzaje dokonał w 1984 roku Jan Krikken. Tak więc współcześnie zalicza się doń:
- Osmoderma Lepeletier & Audinet-Serville, 1828 – pachnica
- Platygeniops Krikken, 1978